# Jürgen Wolf (Skilangläufer, 1952)
Jürgen Wolf (* 9. November 1952 in Clausnitz) ist ein ehemaliger deutscher Skilangläufer.
Wolf gehörte bei den Olympischen Winterspielen 1976 in Innsbruck zur Mannschaft der Deutschen Demokratischen Republik und belegte über 15 Kilometer den 25. Platz. Er war zudem siebenfacher DDR-Meister im Skilanglauf (1979 im Einzel über 30 Kilometer sowie sechsmal in der Staffel).